# Chaerophyllum villosum
Chaerophyllum villosum là một loài thực vật có hoa trong họ Hoa tán. Loài này được Wall. ex DC. mô tả khoa học đầu tiên năm 1830.